# Народжена вільною
«Народжена вільною» (англ. Born Free) — британський драматичний фільм 1966 року з Вірджинією Маккенною та Біллом Траверсом у головних ролях Джой та Джорджа Адамсонів відповідно. Фільм, оснований на реальних подіях, розповідає про подружжя, яке виростило осиротілу левицю Ельзу та випустило в пустелю в Кенії. Виробництвом стрічки займалися Open Road Films Ltd. і Columbia Pictures. Сценарій написав Лестер Коул, який був у чорному списку Голлівуду, під псевдонімом Джеральд Ел Сі Коплі, це була адаптація однойменної книги Джой Адамсон 1960 року. Фільм був поставлений Джеймсом Гіллом, продюсери — Сем Джафф і Пол Радін. Стрічка та музика Джона Баррі здобули численні нагороди.

## Сюжет
У селі в північній провінції Кенії людину вбив і з'їв лев. Старший єгер, Джордж Адамсон (Білл Траверс), вирушає на полювання лева та його левиці, яка захищає трьох дитинчат. Джордж приносить трьох левенят дружині Джой (Вірджинія Мак-Кенна). Найбільшу любов у подружжя викликало найменше дитинча Ельза. Згодом вони залишають її собі, а інших відправляють до Роттердамського зоопарку.
Через кілька років Джої та Джордж їдуть до Кіунги, щоб вбити лева, який їв кіз у місцевому селі. Знешкодження лева пройшло вдало, і вони з Джой діляться особливим святом з Ельзою, знайомлять її з Індійським океаном. Повернувшись в Північну провінцію, Адамсони дізнаються, що Ельза викликала масову втечу слонів. Бос Джорджа, Кендалл (Джеффрі Кін), заявляє, що подружжя більше не може утримувати Ельзу, тому вони повинні знайти для неї зоопарк. Натомість Джой хоче навчити Ельзу жити в дикій природі, на що Кендалл неохоче погоджується.
Джой і Джордж подорожують до національного парку Меру, щоб звільнити Ельзу. Спочатку вони намагаються познайомити Ельзу з левом, це проходить не за планом — вони залишають її на ніч зі щойно вбитою зеброю, але на ранок знаходять її саму. Полювання Ельзі також не вдається. Зрештою Адамсони вирішують залишити Ельзу хоча б на тиждень і перемістити свій табір, щоб левиця змогла стати незалежнішою. Однак вони знаходять її важко поранену (можливо, дикими левами). Але Джой не полишає надію, що Ельза навчиться виживати. Невдовзі Ельза починає залишати Адамсонів і робить кілька вбивств. Ельзі вдається спроба приєднатися до дикого прайду, побившись з дикою левицею. Джой і Джордж радіють успіху, але обіцяють побачити свого дорогого друга знову, коли повернуться в Кенію.
За рік Адамсони повертаються до Кенії. Вони радіють, побачивши, що Ельза досягла успіху як дика левиця і тепер є мамою трьох дитинчат. Однак Джой і Джордж погоджуються, що вони не будуть спілкуватися з левенятами, дозволяючи їм виживати як диким левам.

## У ролях
| Актор              | Роль           |
| ------------------ | -------------- |
| Вірджинія Маккенна | Джой Адамсон   |
| Білл Траверс       | Джордж Адамсон |
| Джеффрі Кін        | Джон Кендалл   |
| Пітер Лукой        | Нуру           |
| Сурія Патель       | лікар          |
| Джеффрі Бест       | Вотсон         |
| Білл Годден        | Сем            |

## Виробництво
Фільм об'єднав Білла Траверса та Вірджинію Маккенну як пару, яку вперше побачили разом у «Найменшому шоу на Землі» в 1957 році.
Джордж Адамсон був головним технічним радником та обговорював участь у створенні першої автобіографії «Гра Бвана» (назва у Великій Британії, 1968), у США знана як «Життя з левами». За словами Бена Манкевича, який представляв фільм від Turner Classic Movies, у виробничому процесі переважно використовували диких левів. Знімання фільму стало переломним моментом для акторів Вірджинії Мак-Кенни та її чоловіка Білла Траверса, які стали активістами з права тварин і зіграли ключову роль у створенні Born Free Foundation.
Одного з левів у фільмі зіграв колишній талісман шотландської гвардії, який мав залишитися, коли вони поїхали з Кенії. Продюсери також відзначили допомогу імператора Ефіопії Хайле Селассіє та Відділу мисливського господарства Уганди.

## Сприйняття

### Критика
Фільм отримав визнання у критиків. На сайті Rotten Tomatoes стрічка має рейтинг 92 %,12 кінокритиків дали фільм позитивний відгук, середній рейтинг становить 7 із 10.
Вінсент Кенбі з захопленням висловився про фільм, написавши в «Нью-Йорк таймс»: «Майже з першого кадру — величезні простори кукурудзяного кольору африканської рівнини, де леви харчуються тушею щойно вбитої зебри — ми знаємо, що бестселер Джой Адамсон „Народжена вільною“ був довірений чесним, розумним режисерам. Не применшуючи фактів про життя тварин або надмірно сентименталізуючи їх, фільм зачаровує, і перед цим неможливо встояти».
У Великій Британії фільм був одним з найпопулярніших у прокаті протягом 1966 року.

### Номінації та нагороди
| Нагороди та номінації фільму «Народжена вільною» | Нагороди та номінації фільму «Народжена вільною» | Нагороди та номінації фільму «Народжена вільною» | Нагороди та номінації фільму «Народжена вільною» | Нагороди та номінації фільму «Народжена вільною» | Нагороди та номінації фільму «Народжена вільною» |
| Рік                                              | Кінофестиваль/кінопремія                         | Категорія/нагорода                               | Номінант                                         | Результат                                        |                                                  |
| ------------------------------------------------ | ------------------------------------------------ | ------------------------------------------------ | ------------------------------------------------ | ------------------------------------------------ | ------------------------------------------------ |
| 1967                                             | «Оскар»                                          | Найкраща музика до фільму                        | Джон Баррі                                       | Перемога                                         |                                                  |
| 1967                                             | «Оскар»                                          | Найкраща пісня до фільму                         | Джон Баррі, Дон Блек                             | Перемога                                         |                                                  |
| 1967                                             | «Золотий глобус»                                 | Найкращий фільм — драма                          | «Народжена вільною»                              | Номінація                                        |                                                  |
| 1967                                             | «Золотий глобус»                                 | Найкраща пісня до фільму                         | Джон Баррі, Дон Блек                             | Номінація                                        |                                                  |
| 1967                                             | «Золотий глобус»                                 | Найкраща жіноча роль — драма                     | Вірджинія Маккенна                               | Номінація                                        |                                                  |
| 1967                                             | Гільдія режисерів Америки                        | Видатні досягнення режисера в художньому фільмі  | Джеймс Гілл                                      | Номінація                                        |                                                  |
| 1967                                             | «Греммі»                                         | Найкращий саундтрек до фільму або телешоу        | Джон Баррі                                       | Номінація                                        |                                                  |
| 1967                                             | Національна рада кінокритиків США                | Найкращі десять фільмів                          | «Народжена вільною»                              | Перемога                                         |                                                  |
| 1990                                             | «Генезіс»                                        | Художній фільм — Класика                         | «Народжена вільною»                              | Перемога                                         |                                                  |

## Сиквели та спінофи
Після книги «Народжена вільною» (1960) вийшли ще дві: «Жити вільно» (1961) та «Навіки вільні» (1963). 1972 року було випущено продовження фільму під назвою «Жити вільно». Хоча назва фільму збігається з назвою другої книги, стрічка була знята за третьою в серії. У ньому ролі Джой і Джорджа Адамсонів зіграли Сьюзен Гемпшир і Найджел Давенпорт.
Документальне продовження стрічки «Народжена вільною» під назвою «Леви — вільні» було випущено у 1969 році. Фільм розповідає про актора Білла Траверса, який вирушає у віддалений район Кенії, щоб відвідати Джорджа Адамсона та кількох його друзів-левів.
У 1974 році на NBC вийшов 13-серійний однойменний американський телевізійний серіал з Діаною Малдур і Гері Коллінзом у головних ролях. 1996 року вийшов телефільм «Народжена вільною: Нові пригоди» з Ліндою Перл і Крісом Нотом. Джой і Джордж Адамсони не виступають головними героями історії.
«Прогулянка з левами» (1999) зображує останні роки життя Джорджа Адамсона, які показані очима його помічника Тоні Фіцджона. Джорджа зіграв Річард Гарріс, а Гонор Блекмен коротко з'являється як Джой.
Документальний фільм "Спадок Ельзи: Історія «Народженої вільною» вийшов на PBS у січні 2011 року. В ньому містяться колекції архівних кадрів та досліджень життя Джой та Джорджа Адамсонів після виходу фільму.